# سرخة (عباس الغربي)
سرخة (بالفارسية: سرخه) هي منطقة سكنية تقع في إيران في قسم عباس الغربي الريفي. يقدر عدد سكانها بـ 73 نسمة .